# 6or9
「6or9」（シックス オア ナイン）は、日本のロックバンド・L'Arc〜en〜Ciel、VAMPSのボーカリストで、シンガーソングライターであるHYDEの6作目の配信シングル。2023年9月6日発売。発売元はVirgin Music。

## 解説
前作「TAKING THEM DOWN」から約3ヶ月ぶりとなるシングルで、同作以来6作目となる配信シングル。なお、表題曲は「LET IT OUT」以来7度目となるタイアップが付いていない楽曲になっている。
本作の表題曲「6or9」は、EDMビートに妖しいメロディラインとメタリックなギターリフがのせられた楽曲に仕上げられている。なお、この曲は、2022年に結成されたロックバンド、THE LAST ROCKSTARSのライヴにおいて、リリースに先駆けてセルフカバーされている。
ちなみに表題曲の原型は、本作発売の5年ほど前から存在しており、HYDE曰く「2017年に発表したVAMPSの4thアルバム『UNDERWORLD』のレコーディングの時には既にあった」という。そしてアメリカ・ラスベガスで行われた『UNDERWORLD』のレコーディングでこの曲の原型を提示したが、周りの評判があまり良くなかったことから、一旦寝かせていたという。ただ、HYDE自身はこの曲を気に入っていたため、サビにアレンジを施したうえで友人達にこの曲の原型を聴かせたところ、好評価を得たためアレンジを重ね、完成に至ったという。
なお、この曲の制作には、トラックメイカーのAPAZZIがアレンジャーとして参加している。HYDEは本作発売当時に受けたインタビューの中で、APAZZIとの作業について聞かれた際に「実は、彼とのプリプロはこれまでもあったんですよ。（中略）何回かプリプロの段階でお願いしていて。5年前につくっていたバージョンからは一旦離れてしまって、その後は、バンドメンバーのhicoとかと作業するようになったから、最終的なアレンジは彼とは作業してないんですけど、本当に初期の段階の打ち込みの音とかを彼がやってくれていて。基本的なメロディーやコードは僕が考えていったので、その頃の原型はほぼないんですけどね。THE LAST ROCKSTARSのライヴでの「6or9」は、久しぶりに参加してくれて、彼がメインでアレンジしてくれました」と答えている。ちなみにAPAZZIは、VAMPSのベストアルバム『SEX BLOOD ROCK N' ROLL』に収録された「HUNTING II」や、3rdアルバム『BLOODSUCKERS』に収録された「LIPS」「THE JOLLY ROGER」、4thアルバム『UNDERWORLD』に収録された「UNDERWORLD」「DON'T HOLD BACK」の制作にWolfJunk名義で参加していたことがある。なお、HYDEはこの曲の印象について「ヘヴィロックテイストのパーティチューンってあまりないと思う」と述べている。
表題曲の歌詞は、HYDE曰く「ジミ・ヘンドリックスの楽曲「イフ・シックス・ワズ・ナイン」（アルバム『アクシス:ボールド・アズ・ラヴ』収録）からインスパイアされて作った」という。HYDEは、前記の楽曲からの影響について「「If 6 Was 9」という曲には、"6が9であってもかまわない"という歌詞が出てきて、酔っ払って寝転んだらどっちがどっちだかわからない。そんな混沌とした状況をアッパーなサウンドで表現したかったんです」「パーティー中で酔っぱらって、寝転がったら上か下かもよく分からない、みたいな内容がいいな、と思ったんですよね。悲劇だけど、遠くから見たら喜劇みたいな。6も9もひっくり返して見たらどっちか分からないし。大した意味はないです（笑）。意味というよりもサウンドとして、言葉の響きや言い方のほうが、僕的には重要だった」と述べている。
なお、配信日には公式YouTubeアーティストチャンネルにおいて、ミュージック・ビデオが無料公開されている。

## 収録曲
| #  | タイトル | 作詞                    | 作曲                    | 編曲         | 時間 |
| -- | -------- | ----------------------- | ----------------------- | ------------ | ---- |
| 1. | 「6or9」 | HYDE, hico, APAZZI, Ali | HYDE, hico, APAZZI, Ali | hico, APAZZI | 3:35 |

## 参加ミュージシャン
- HYDE：Vocal
- Arrangement & Instruments：hico, APAZZI
- Guitars：PABLO

## 収録アルバム
- 『HYDE［INSIDE］』 (#1)